# Kon Chiêng
Kon Chiêng là một xã thuộc tỉnh Gia Lai, Việt Nam.
Xã Kon Chiêng có diện tích 199,09 km², dân số năm 1999 là 2882 người, mật độ dân số đạt 14 người/km².